# Hauptpost (St. Gallen)

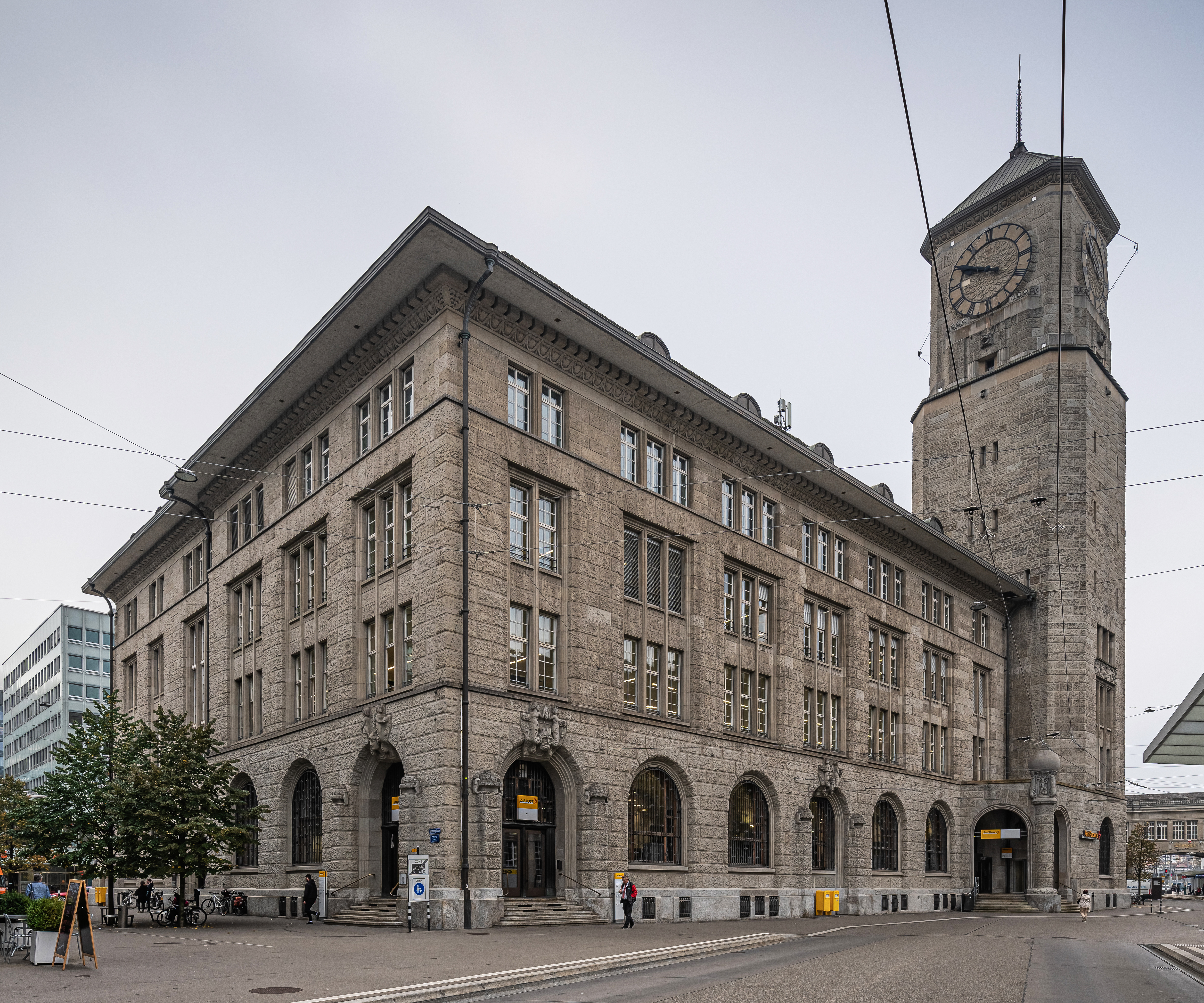
Hauptpost

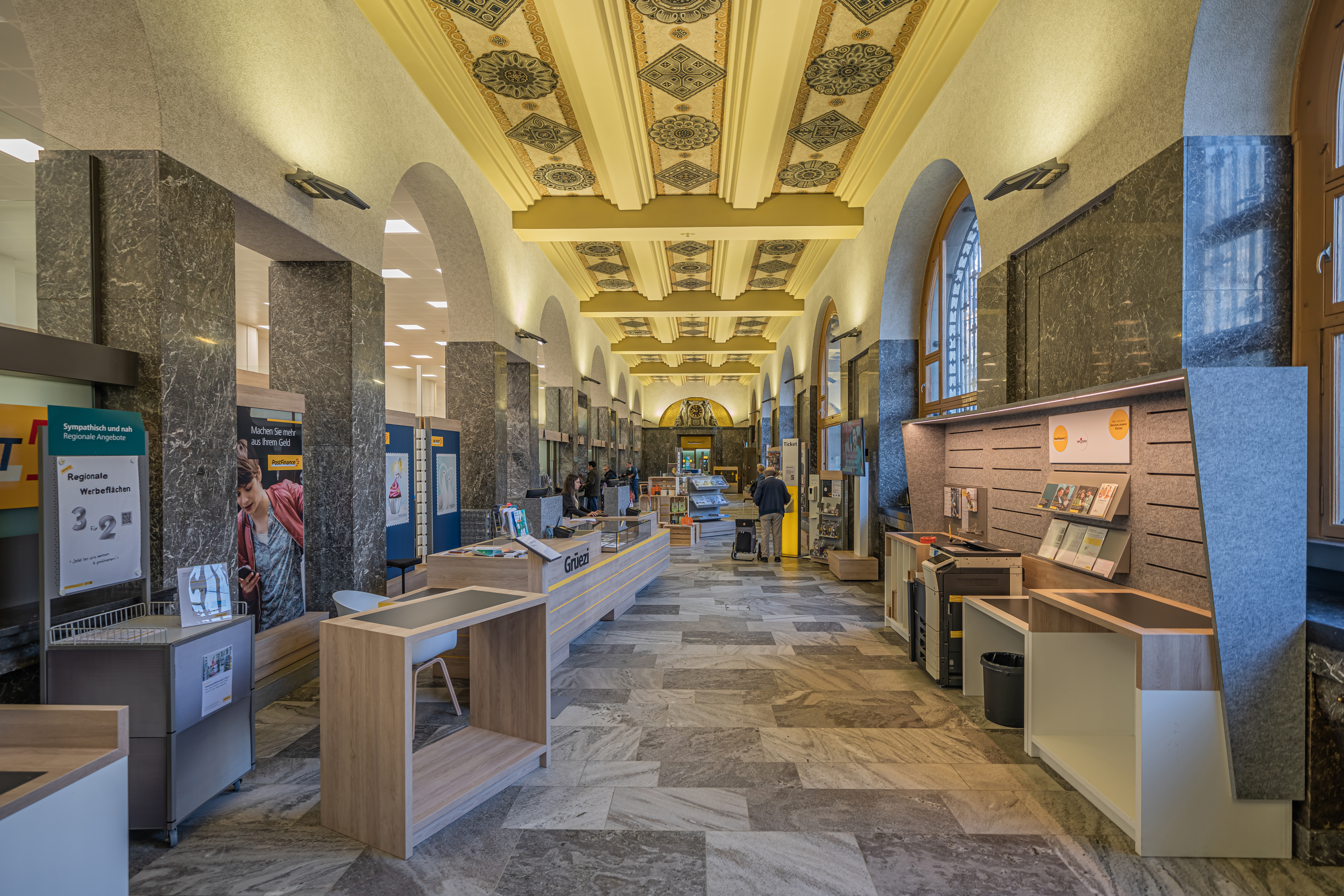
Schalterhalle

Die Hauptpost der Stadt St. Gallen befindet sich am Bahnhofplatz gegenüber dem Bahnhof. Sie wurde als drittes Postgebäude der Stadt zwischen 1911 und 1915 erbaut.

## Geschichte
Zusammen mit der Neugestaltung des Bahnhofquartiers kam auch der Wunsch auf, eine neue Hauptpost zu erbauen, die den Anforderungen der wachsenden Stadt gewachsen war. Es wurde 1907 ein „Wettbewerb zur Erlangung von Entwürfen für die einheitliche architektonische Gestaltung der Fassaden des Postgebäudes und des neuen Aufnahme- und Verwaltungsgebäude der SBB in St. Gallen, sowie des Aufnahmegebäudes des Schmalspurbahnhofes und des Verbindungsganges zu letzterem“ ausgeschrieben.
Es gingen 25 Entwürfe ein, wobei kein 1. Preis vergeben wurde. Es wurden drei 2. Preise vergeben, und zwar für die Entwürfe von Pfleghard und Haefeli (Zürich), von Curjel & Moser (Zweigbüro St. Gallen) sowie von Kuder und von Senger (Zürich). Mit zwei 3. Preisen wurden die Entwürfe von Montando und Odier (Genf) sowie von Yonner und Grassi (Neuenburg) ausgezeichnet. 
Das Eidgenössische Departement des Innern übertrug Pfleghard und Haefeli die Ausführung des Postgebäudes, während die SBB die Weiterbearbeitung des Bahnhofsgebäudes an Alexander von Senger vergaben. Damit kam es nicht zu einer grundsätzlich einheitlichen Gestaltung, wie es der Wettbewerb zum Ziel hatte. Erst in einer späteren Phase des Projekts wurden die definitiven Entwürfe für das Postgebäude an die für das Bahnhofsgebäude angepasst. Die Bauleitung übertrug man Ernst Kuhn und Muth. Mit dem Bau auf dem sumpfigen Baugrund begann man 1911, und das Postgebäude konnte 1915 fertiggestellt werden.
2009 wurde das Gebäude vom Kanton St. Gallen übernommen. 2015 zog die Kantonsbibliothek St. Gallen zusammen mit der Stadtbibliothek auf einer Etage ein. Inzwischen wird nur noch das Erdgeschoss von der Post genutzt, die Postfiliale dort wurde 2020 grundlegend modernisiert.

## Gebäude
Es handelt sich um eine Konstruktion aus armiertem Beton, die mit St. Margrether Sandstein verkleidet wurde. Der geschlossene Baublock zeigt eine strenge Sachlichkeit. Der Sockel besitzt Rundbogenöffnungen, darüber erheben sich drei Obergeschosse, die von einem Walmdach gedeckt sind. An der Nordwestseite steht ein markanter Uhrturm mit Zeltdach.